# Kanchinal, Indi
Kanchinal là một làng thuộc tehsil Indi, huyện Bijapur, bang Karnataka, Ấn Độ.